# Балліміна
Баллімі́на (ірл. Baile Meánach, англ. Ballymena) — місто у графстві Антрім, Північна Ірландія, Велика Британія.

## Назва
Назва міста походить з ірландської мови, де «an Baile Meánach» означає «середнє місто».

## Географія
Місто розташоване у північній частині Північної Ірландії на річці Брейд, за 10 км на північний схід від озера Лох-Ней та за 35 км на північний захід від міста Белфаст.

## Історія
Історія Балліміни починається у ранньохристиянський період, між VI та VII століттями. Місто почали будувати з дозволу короля Карла I у 1626 році.
У 1900 році Баллімена отримала статус міста.
Балліміна вважається оплотом юніоністів з переважно протестантським населенням. Місто було одним із центрів, які найбільше постраждали під час конфлікту в Північній Ірландії.
З 1 жовтня 1973 року по 1 квітня 2015 року місто було адміністративним центром однойменного боро, а після об'єднання з іншими боро у Середній та Східний Антрім, є його адмінцентром.

## Економіка
У місті знаходиться штаб-квартира автомобільної компанії «Wrightbus», яка є виробником низькопідлогових автобусів та піонером низькопідлогових автобусів у Північній Ірландії.
Місто також є важливим центром торгівлі, текстильної промисловості та виробництва шин.

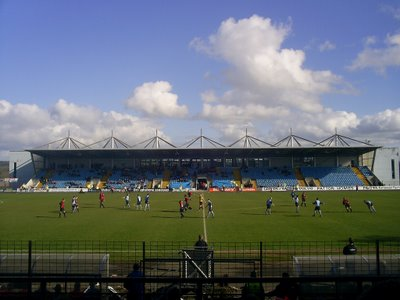
Стадіон «Балліміна Шовґраундз»

## Спорт
У місті є футбольна команда «Балліміна Юнайтед», яка виступає в Прем'єршип. Домашні ігри проводить на арені «Балліміна Шоуграундзз».

## Галерея

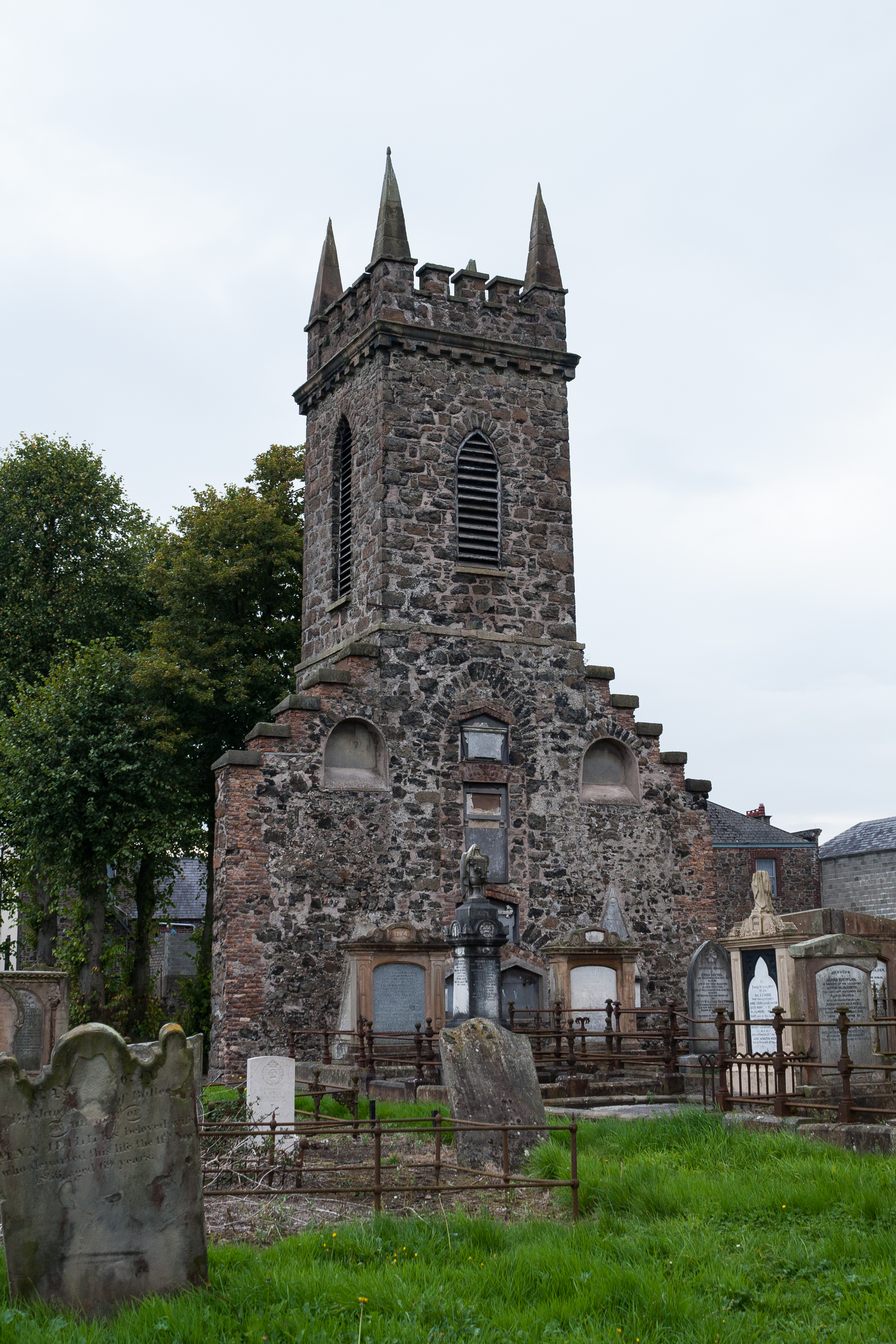
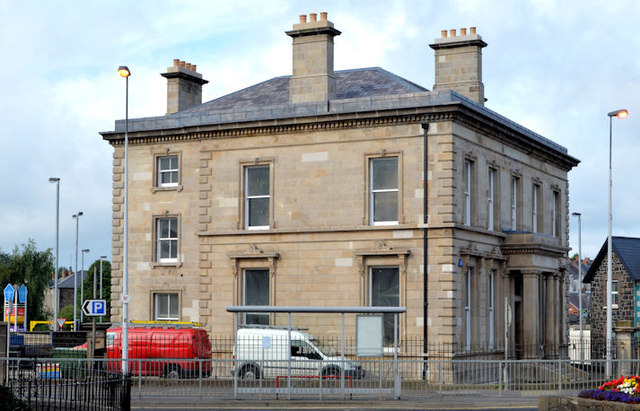
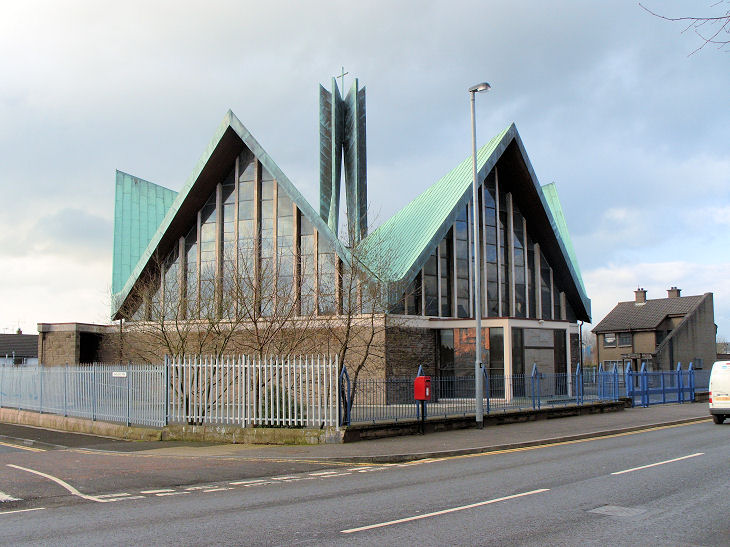
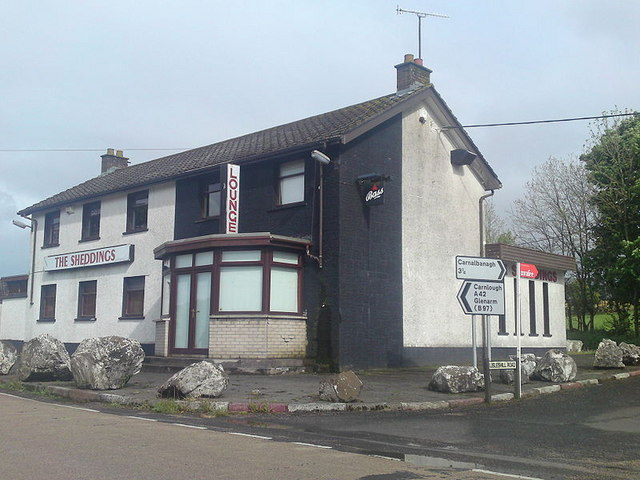
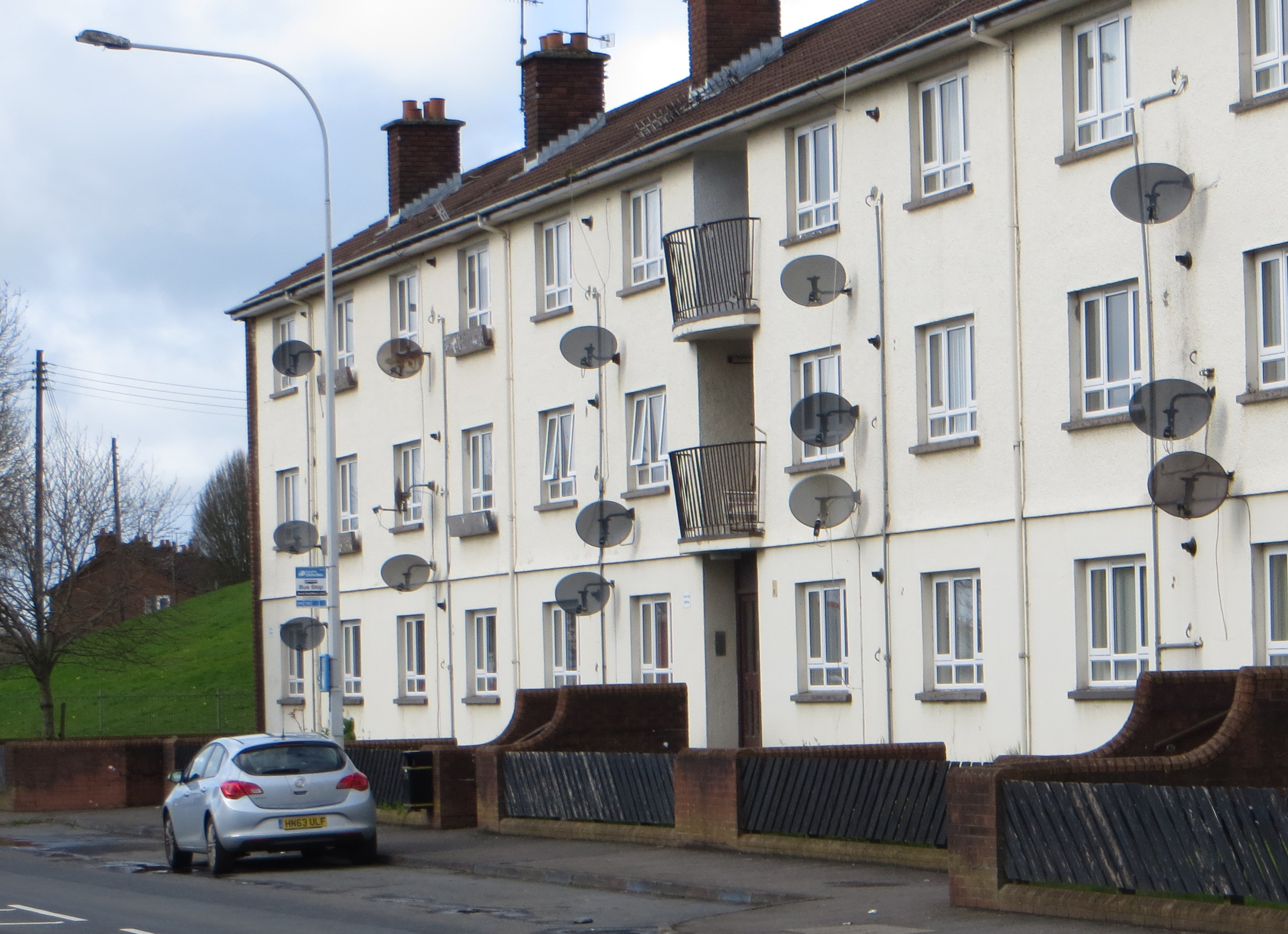
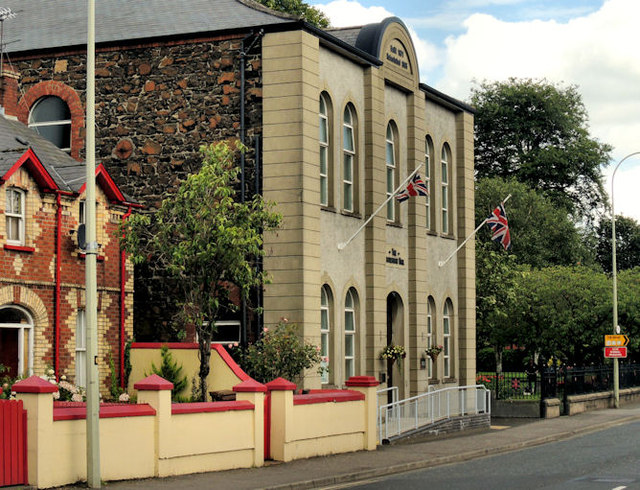
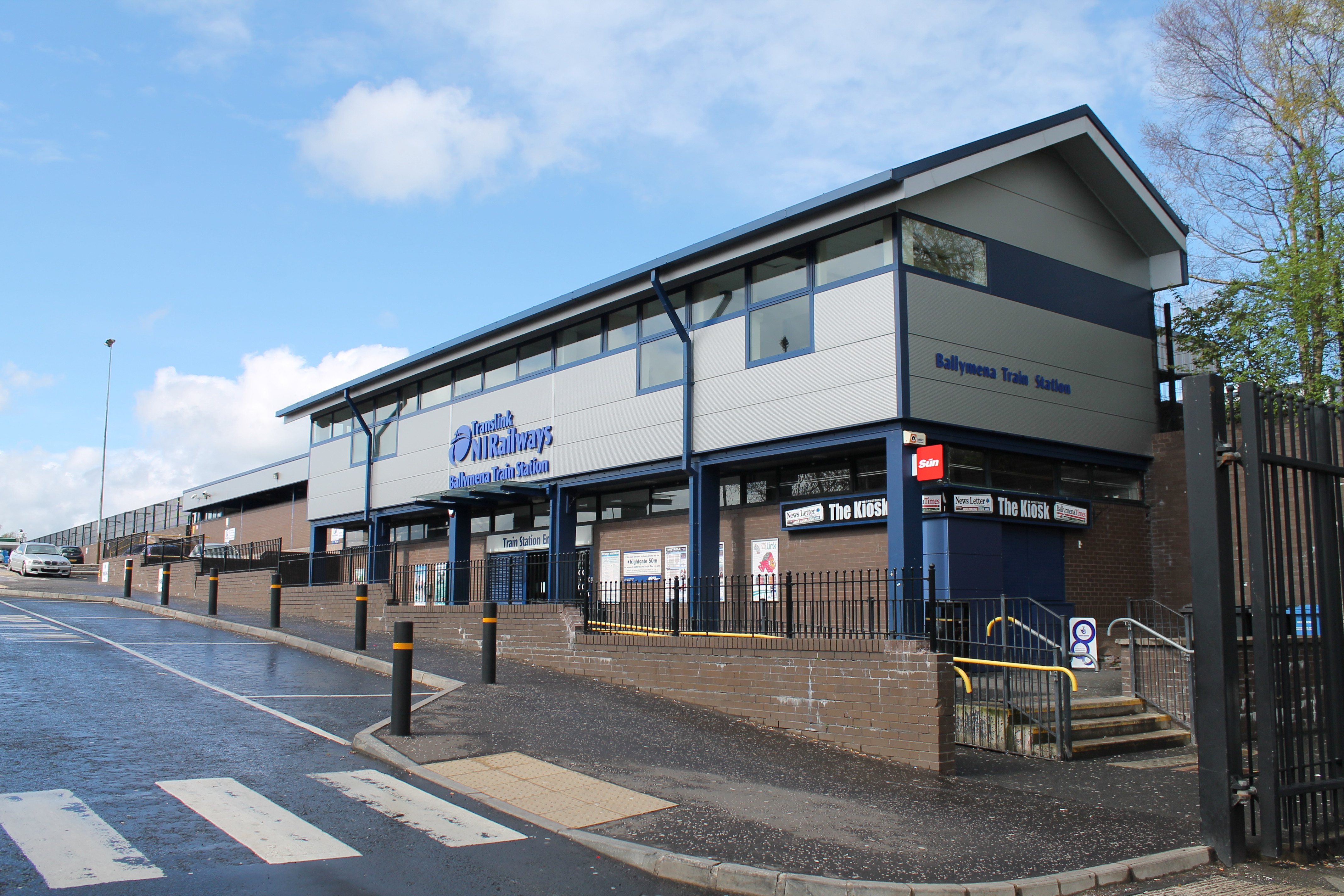
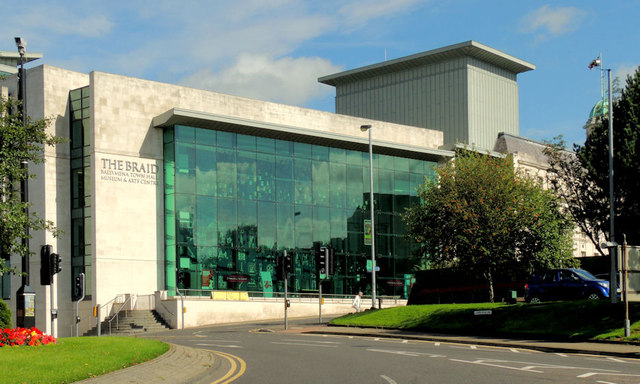
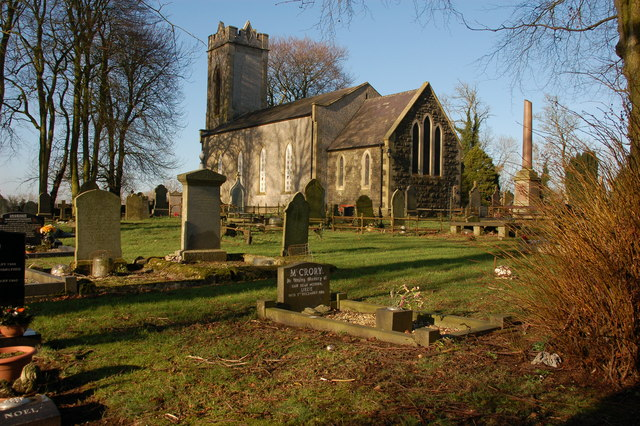

## Персоналії
Уродженці
- Стівен Девіс — північноірландський футболіст.
- Найджел Вортінгтон — північноірландський футболіст та тренер.
- Тімоті Ітон — ірландський бізнесмен.
- Сід Макартні — британський кіно- та телережисер, кінооператор та сценарист.
- Джеймс Макгенрі — американський державний діяч, третій військовий міністр США.
- Джеймс Несбіт — британський актор театру, кіно і телебачення.
- Ліам Нісон — ірландський та англійський актор.

Мешканці
- Іан Пейслі  — північноірландський політик та релігійний діяч, один з лідерів юніоністського руху в Ольстері.

## Міста-побратими
- Гібралтар, Велика Британія
- Каслбар, Ірландія
- Моргед, США